# De diktator van San Doremi
 De diktator van San Doremi  is een verhaal uit de Belgische stripreeks Piet Pienter en Bert Bibber van Pom.
Het verhaal verscheen voor het eerst in Gazet Van Antwerpen van 21 december 1962 tot 20 april 1963 en als nummer 20 in de reeks bij De Vlijt.

## Personages
- Piet Pienter
- Bert Bibber
- Susan
- Señor Alfredo Tranquila
- Domingo Sabado
- Julio Agosto

## Albumversies
De diktator van San Doremi verscheen in 1963 als album 20 bij uitgeverij De Vlijt. In 1998 gaf uitgeverij De Standaard het album opnieuw uit.